# The Park (відеогра)
The Park — психологічна відеогра жахів від першої особи, розроблена та видана Funcom. Гра була випущена для Microsoft Windows через Steam 27 жовтня 2015 року та є спінофом попередньої гри Funcom, The Secret World. Гра була випущена для PlayStation 4 і Xbox One 3 травня 2016 року та Nintendo Switch 22 жовтня 2019 року. Дія гри відбувається в парку Атлантик-Айленд, який закрився ще в 1980 році з таємничих причин, які поступово розкриваються протягом гри.

## Ґеймплей
The Park ведеться від першої особи, як гравець, Лоррейн, взаємодіє з занепалим парком Атлантик-Айленд. У грі немає бойових дій або ворогів, а Лоррейн може взаємодіяти лише з обмеженими об'єктами, головним чином з нотатками, які розкривають передісторію парку. Лоррейн може кликати персонажа Келлума та йти слідом за його голосом, щоб досягати зон або цілей у парку, наприклад атракціонів. Є сім різних атракціонів, включаючи темний атракціон і американські гірки. Протягом усієї гри Лоррейн розповідає про свої почуття та спогади.

## Сюжет
Гра розповідає про Лоррейн, матір-одиначку та вдову з важким минулим, яка шукає свого малолітнього сина Келлума, який зник безвісти в парку Атлантик-Айленд. Лоррейн йде слідом за своїм сином у парк саме тоді, коли він готується закритися після обіду. Ніч настає неприродно швидко, коли вона підіймається ескалатором і бачить, що парк покинутий, розгромлений і занедбаний, наче минуло кілька років. Попри це, атракціони та вогні таємничим чином все ще працюють. Лоррейн кличе Келлума та слідує за його голосом у занепалий парк.
Лоррейн сідає на кілька атракціонів, які розкривають теми та передісторію гри: тунель казок розповідає історію Гензеля та Гретель, яка закінчується тим, що вони пожирають відьму після того, як її приготували. У «Колесі огляду» Лорейн згадує батька Келлума — Дона, будівельника в парку, який загинув під час падіння з колеса огляду, коли Лорейн ще була вагітна Келлумом. Між поїздками Лоррейн висловлює своє розчарування, свою віру в те, що вона невдаха як мати, свої проблеми з психічним здоров'ям і страх, що Келлум змінюється через якусь таємничу загрозу. Перебуваючи на американських гірках, потворний ведучий цирку у капелюсі (в титрах названий Бугіменом) звертається до Лоррейн та стверджує, що у «Відьми» є її син.
Згідно з примітками, територія парку була заплямована зловісною історією через дії попереднього власника Арчібальда Хендерсона, якими скористався новий власник містер Вінтер. Записки вказують на те, що він збирав позитивні емоції гостей, а енергія, яку він відкрив, давала йому безсмертя. У результаті як робітники, так і службовці відчували занепокоєння і сталася низка смертельних випадків. Один випадок пов'язаний з «бурундуком Чадом», талісманом парку. Стів, працівник у костюмі бурундука, відмовився зняти костюм і вбив підлітка льодорубом. Після арешту Стіва та зникнення понад дюжини дітей у Будинку жахів парк було закрито назавжди.
Лоррейн йде слідом за Келлумом до будинку жахів з обличчям відьми, зауважуючи подібність до історії Гензеля та Гретель. Показують повідомлення від містера Вінтера, що він пішов у будинок зі своїми машинами, коли парк закрився, все ще сподіваючись досягти безсмертя. Інтер'єр будинку змінюється на дім Лоррейн і Келлума, подібно до гри PT. Розкривається, що батько Лоррейн жорстоко поводився з нею та викрав її в дитинстві та що вона страждала від депресії, коли Келлум народився та отримав електросудомну терапію. Кожна версія її будинку стає все більш драхлою і тривожною. Наприкінці вона знаходить повідомлення містера Вінтера, в якому розповідається, що йому потрібні діти для збиральних машин і він уже викрав і вбив принаймні одного. Нотатки в поєднанні із зображеннями Вінтера в подібному капелюсі свідчать про те, що він є Бугіменом, який блукає територією.
Лоррейн розповідає, що в найдавніших версіях історії про Гензель і Гретель жорстока мати та відьма були однією людиною і вона вірить, що вона справжня відьма, мабуть, визнаючи, що її нехтування Келлумом побічно спричинило його зникнення. Вона добирається до Келлума, який лежить без свідомості на плиті. Позаду неї з'являється бурундук Чед, потім його замінює бугімен, який впихає їй у руки закривавлений льодоруб, проводить її руки над грудьми Келлума й дозволяє їй вдарити його ножем у серце.
Після цього Лоррейн сидить вбита горем у кімнаті для допитів поліцейської дільниці. Входить детектив, ідентичний воротарю Парку, несучи банку з бджолою в ній, і каже їй згадати, де вона востаннє бачила свого сина. Лоррейн розповідає, що у своєму серці та розумі вона завжди повертатиметься в парк Атлантик-Айленд. Зрештою, хоча надприродні елементи гри підтверджені появою Лоррейн у «Таємному світі», залишається неоднозначним, яка частина «Парку» була реальною чи уявною.

## Розробка
The Park була оголошена Funcom 26 серпня 2015 року. За словами Руї Касайса з Funcom, розробка ігор почалася як експеримент невеликої команди. Команда сподівалася використати світи зі своїх попередніх масових багатоосібних онлайнових ігор і переробити їх у кілька менших одноосібних ігор. За словами Касайса, робота над новою одноосібною грою була «творчою енергією» для команди, оскільки їхньою останньою одноосібною грою була Dreamfall: The Longest Journey у 2006 році. Всесвіт гри заснований на фільмі The Secret World 2012 року.
Гру було анонсовано для PlayStation 4 і Xbox One у листопаді 2015 року. Пізніше Funcom оголосила, що консольні версії будуть випущені 3 травня 2016 року, що зробить це першою грою Funcom, розробленою для консолей після Dreamfall у 2006 році.